# Aplatophis zorro
Aplatophis zorro е вид лъчеперка от семейство Ophichthidae.

## Разпространение и местообитание
Видът е разпространен в Панама.
Среща се на дълбочина от 5 до 10 m.

## Описание
На дължина достигат до 1 m.